# جون قاولد
جون قاولد (1 أكتوبر 1872 بسيدني في أستراليا - 4 ديسمبر 1908) (بالإنجليزية: John Gould)‏ هو لاعب كريكت أسترالي.

## وصلات خارجية
- جون قاولد على موقع إي آس بي آن كريك إنفو (الإنجليزية)